# Perane
Peran en albanais et Perane en serbe latin (en serbe cyrillique : Перане) est une localité du Kosovo située dans la commune/municipalité de Podujevë/Podujevo, district de Pristina (Kosovo) ou district de Kosovo (Serbie). Selon le recensement kosovar de 2011, elle compte 1 241 habitants, dont 1 238 Albanais.

## Démographie

### Évolution historique de la population dans la localité
| 1948 | 1953 | 1961 | 1971 | 1981 | 1991 | 2011  |
| ---- | ---- | ---- | ---- | ---- | ---- | ----- |
| 474  | 546  | 560  | 613  | 775  | 913  | 1 241 |

|  |